# Tiến Lộc (diễn viên)
Tiến Lộc (tên đầy đủ: Phạm Tiến Lộc, sinh ngày 8 tháng 6 năm 1986) là một nam diễn viên người Việt Nam được biết đến nhiều nhất qua các vai diễn trong Sao Kim bắn tim sao Hỏa, Chạm tay vào nỗi nhớ, Câu hỏi số 5, Chuyện cổ tích ngày mưa... Vào năm 2013, anh đã đoạt giải "Nam diễn viên triển vọng" tại giải Cánh diều 2013.

## Tiểu sử
Tiến Lộc, tên đầy đủ là Phạm Tiến Lộc, sinh ngày 8 tháng 6 năm 1986 tại Thái Nguyên. Sau khi tốt nghiệp trường Đại học Sân khấu điện ảnh Hà Nội, anh đã có vai diễn đầu tay trong bộ phim điện ảnh truyền hình Chuyện cổ tích ngày mưa. Một thời gian sau đó anh được nhận vào làm tại Nhà hát Kịch Hà Nội. Năm 2013, nhờ vai Thầy giáo Minh trong Chạm tay vào nỗi nhớ, anh đã đoạt giải "Nam diễn viên triển vọng" tại giải Cánh diều 2013. Anh cũng giành huy chương vàng tại Hội diễn sân khấu kịch nói chuyên nghiệp toàn quốc vào năm 2015.

## Đời tư
Tiến Lộc kết hôn với một giảng viên trường múa vào năm 24 tuổi. Cả hai đã có với nhau một người con gái trước khi ly hôn. Đến đầu năm 2018, anh tái hôn với một nữ doanh nhân và sinh một con trai.

## Tác phẩm đã tham gia

### Kịch
| Năm  | Vở kịch                          | Vai diễn            | Tham khảo |
| ---- | -------------------------------- | ------------------- | --------- |
| 2012 | Biển và bờ                       | Thái                | [ 4 ]     |
| 2013 | Tiếng đàn vùng Mê Thảo           | Bá Nhỡ              | [ 4 ]     |
| 2014 | Những người con Hà Nội           | Hoàng Dương         | [ 4 ]     |
| 2018 | Đôi mắt                          | Bác sĩ Hải          | [ 4 ]     |
| 2019 | Hà thành chính khí               | Tổng đốc Hoàng Diệu | [ 7 ]     |
| 2020 | Tôi và chúng ta                  | Hoàng Việt          | [ 8 ]     |
| 2021 | Thúy Kiều - Một kiếp đoạn trường | TBA                 | [ 9 ]     |

### Phim truyền hình
| Năm  | Phim                                     | Vai diễn                         | Tham khảo |
| ---- | ---------------------------------------- | -------------------------------- | --------- |
| 2006 | Miền quê thức tỉnh                       | TBA                              | [ 3 ]     |
| 2006 | Cổ tích của ngày mưa                     | Giải "anh"                       | [ 3 ]     |
| 2007 | Đáo xuân                                 |                                  | [ 3 ]     |
| 2007 | Tôi yêu Việt Nam 2007 (sitcom)           | Thông                            | [ 3 ]     |
| 2007 | Làng ven đô                              | Đức                              | [ 3 ]     |
| 2008 | Khát vọng xanh                           | Bình                             | [ 3 ]     |
| 2008 | Nhà có nhiều cửa sổ                      | Bình                             |           |
| 2008 | Tên sát nhân có tài mở khóa              | Thi                              |           |
| 2008 | Võ đường Trúc Lâm                        | Lâm                              | [ 10 ]    |
| 2008 | Những người độc thân vui vẻ              | TBA                              |           |
| 2009 | Người đàn bà thứ hai                     | Đạt                              | [ 11 ]    |
| 2009 | Phá vỡ im lặng                           |                                  |           |
| 2009 | Nhà có nhiều cửa sổ 2                    | Bình                             |           |
| 2010 | Lý Công Uẩn - Đường tới thành Thăng Long | Lý Công Uẩn                      | [ 5 ]     |
| 2012 | Hoa phù dung                             | Hoàng Nam                        | [ 12 ]    |
| 2012 | Kẻ dối trá chân tình                     | Vĩnh Nguyên                      | [ 13 ]    |
| 2013 | Chạm tay vào nỗi nhớ                     | Thầy giáo Minh                   | [ 3 ]     |
| 2013 | Trái tim kiêu hãnh                       | Quang                            |           |
| 2014 | Lời thì thầm từ quá khứ                  | Tuấn                             | [ 14 ]    |
| 2015 | Máy bay ký sự                            | Quang                            | [ 15 ]    |
| 2015 | Câu hỏi số 5                             | Thượng úy Vũ Hồng Phong          | [ 16 ]    |
| 2016 | Những đóa quân tử lan                    | Hoàng Đại Quách                  | [ 17 ]    |
| 2016 | Gia tộc dậy sóng                         | Trí Cao                          | [ 18 ]    |
| 2017 | Giao mùa                                 | Trung                            | [ 19 ]    |
| 2017 | Tội ác không dung thứ                    | Đại úy Thanh Bình                | [ 20 ]    |
| 2017 | Gió vẫn thổi từ biển                     | Phúc                             | [ 21 ]    |
| 2017 | Cao hơn bầu trời                         |                                  |           |
| 2017 | Làm chồng đại gia                        | TBA                              | [ 22 ]    |
| 2018 | Đen thôi đỏ quên đi (sitcom)             | Ông Gia Vệ                       |           |
| 2019 | Xin chào, người lạ ơi!                   | Vinh                             | [ 23 ]    |
| 2019 | Về nhà đi con                            | Thành                            | [ 24 ]    |
| 2019 | Những nhân viên gương mẫu                | Phong                            | [ 24 ]    |
| 2020 | Nhà trọ Balanha                          | Khanh                            | [ 24 ]    |
| 2020 | Lựa chọn số phận                         | Đức Tấn                          | [ 24 ]    |
| 2020 | Những ngày không quên                    | Thành                            | [ 25 ]    |
| 2020 | Lửa ấm                                   | Khánh                            | [ 26 ]    |
| 2021 | Ngọc trong cát                           |                                  |           |
| 2021 | Nắng hôn nhân                            | Tín                              | [ 27 ]    |
| 2021 | 11 tháng 5 ngày                          | Dũng                             | [ 2 ]     |
| 2022 | Hành trình công lý                       | Nguyễn Đình Việt                 |           |
| 2023 | Làng trong phố                           | Hùng                             |           |
| 2024 | Sao Kim bắn tim sao Hỏa                  | Thượng uý CSGT Nguyễn Đức Nghiêm |           |
| 2024 | Sống để yêu thương                       | Hoàng Hải                        |           |
| 2025 | Đồng hồ đếm ngược                        |                                  |           |
| 2025 | Lằn ranh                                 |                                  |           |

### Phim điện ảnh
| Năm  | Tên phim     | Vai diễn | Đạo diễn        | Tham khảo |
| ---- | ------------ | -------- | --------------- | --------- |
| 2009 | Được sống    | Việt     | Trần Trung Dũng | [ 1 ]     |
| 2015 | Người trở về | San      | Đặng Thái Huyền | [ 24 ]    |

### Chương trình truyền hình
| Năm       | Chương trình            | Vai trò                                    | Tham khảo |
| --------- | ----------------------- | ------------------------------------------ | --------- |
| 2015      | Vì bạn xứng đáng        | Người chơi                                 |           |
| 2017      | Bố ơi! Mình đi đâu thế? | Người chơi                                 | [ 28 ]    |
| 2017-2019 | Tiền khéo tiền khôn     | Dẫn chương trình (ở phần thi Tiền may mắn) |           |
| 2018      | Bữa trưa vui vẻ         | Khách mời                                  | [ 29 ]    |
| 2020      | Trời sinh một cặp       | Thí sinh                                   | [ 24 ]    |
| 2020      | 100 triệu 1 phút        | Khách mời                                  | [ 30 ]    |

## Giải thưởng
| Năm  | Giải thưởng                 | Hạng mục                 | Tác phẩm               | Kết quả         | Tham khảo |
| ---- | --------------------------- | ------------------------ | ---------------------- | --------------- | --------- |
| 2012 | Hội diễn Sân khấu Toàn quốc |                          | Biển và bờ             | Huy chương Bạc  | [ 4 ]     |
| 2013 | Giải Cánh diều 2013         | Nam diễn viên triển vọng | Chạm tay vào nỗi nhớ   | Cánh diều Bạc   | [ 3 ]     |
| 2014 | Hội diễn Sân khấu Thủ đô    |                          | Những người con Hà Nội | Huy chương Bạc  | [ 4 ]     |
| 2015 | Hội diễn sân khấu toàn quốc |                          | Tiếng đàn vùng Mê Thảo | Huy chương Vàng | [ 4 ]     |